# Pančevo
Pančevo (en serbe cyrillique : Панчево ; en hongrois : Pancsova ; en turc : Pançova ; en allemand : Pantschowa ; en roumain : Panciova ) est une ville de Serbie située dans la province autonome de Voïvodine. Au recensement de 2011, la ville intra muros comptait 76 203 habitants et son territoire métropolitain, appelé ville de Pančevo (Град Панчево et Grad Pančevo), 123 414.
La ville de Pančevo est le centre administratif du district du Banat méridional. Elle est également la capitale économique et culturelle de ce district.

## Géographie
Pančevo est située à l'extrême sud de la Voïvodine, dans la région du Banat serbe, à 17 km de Belgrade, la capitale de la Serbie. La ville est située au confluent de la rivière Tamiš et du Danube.

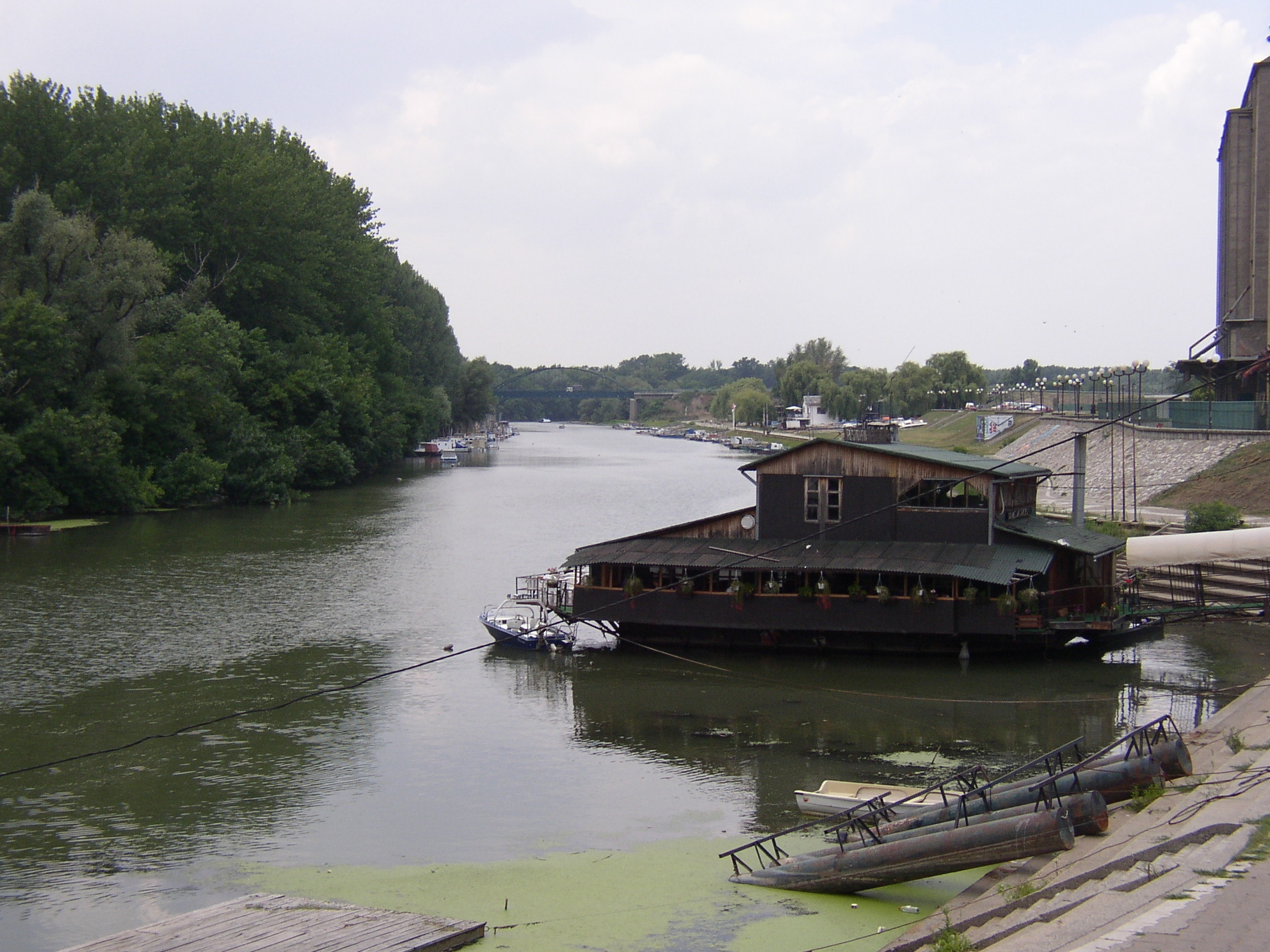
La rivière Tamiš à Pančevo.
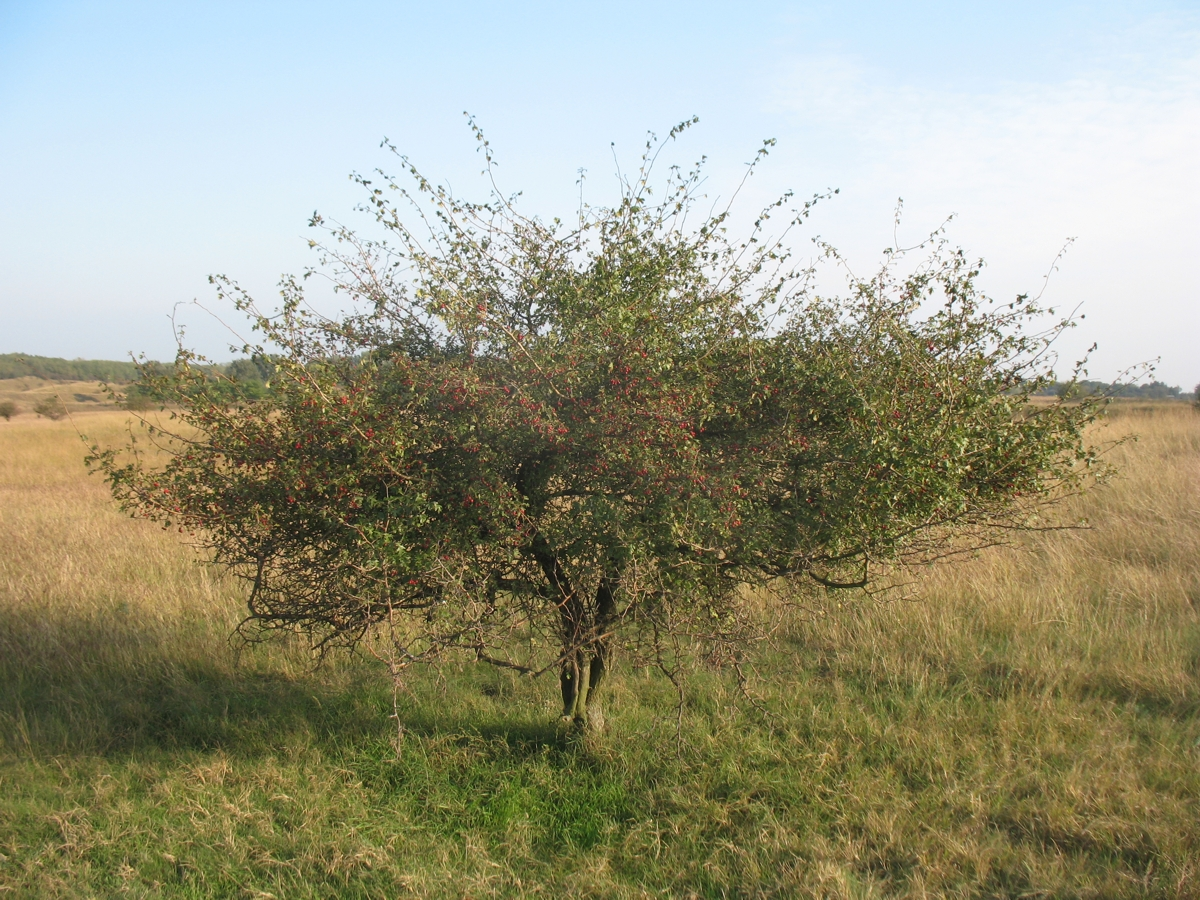
La Deliblatska peščara près de Dolovo.
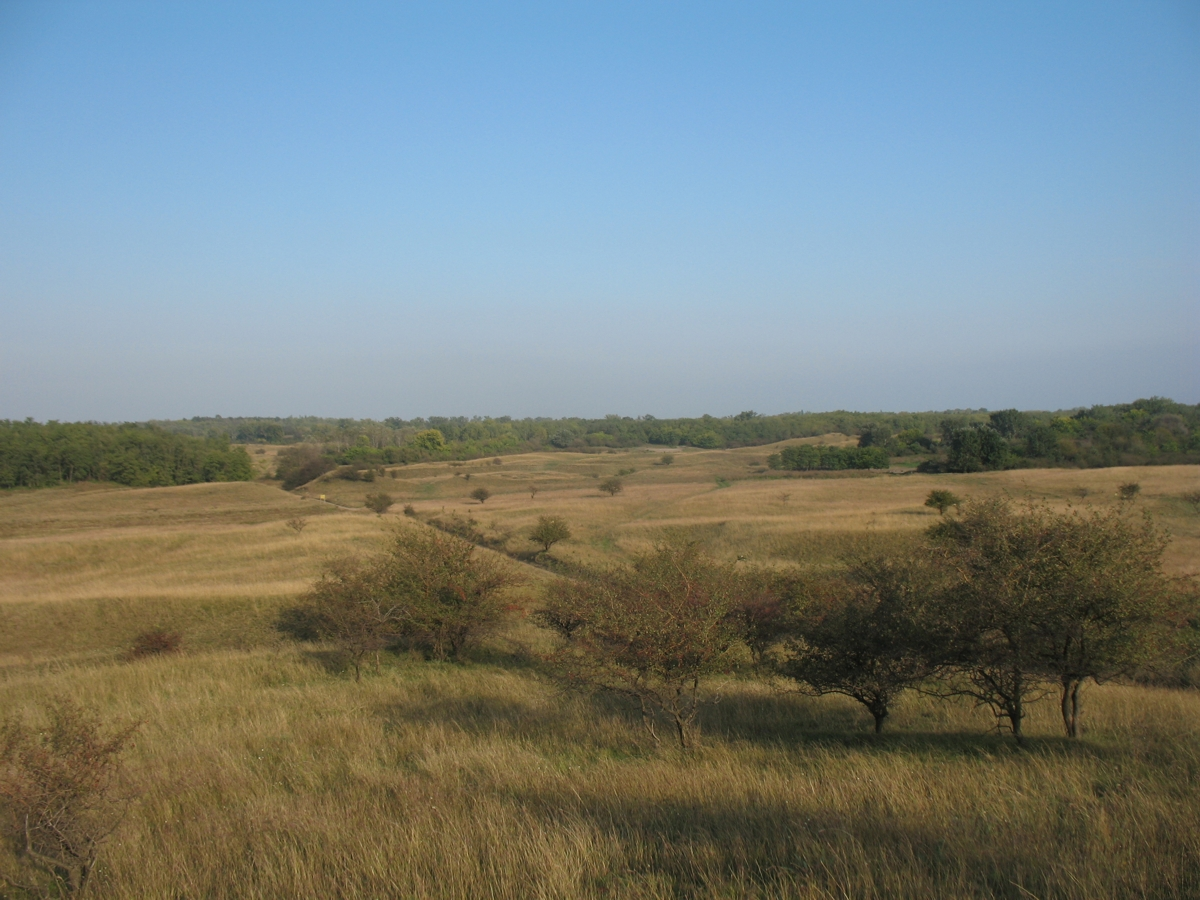
idem.
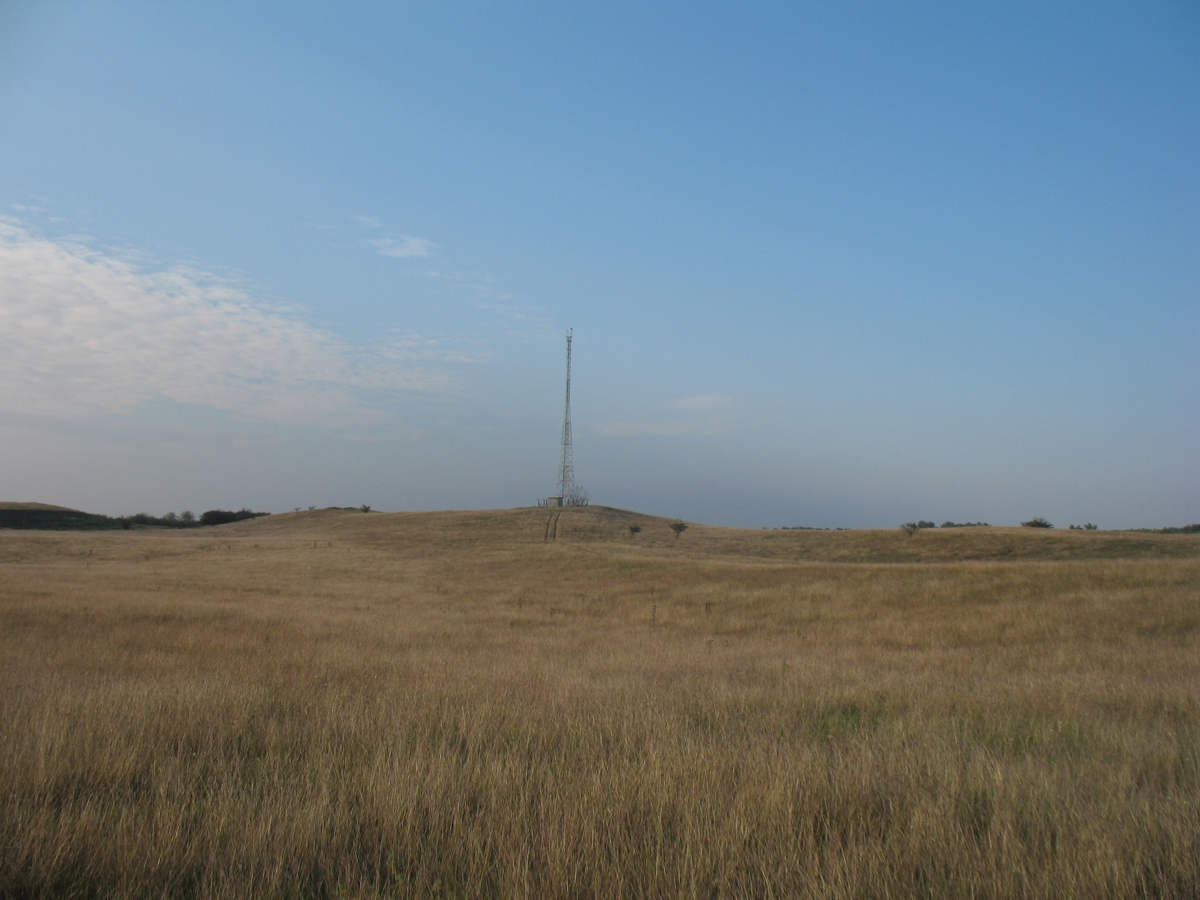
idem.

Le territoire de la ville (ancienne municipalité) est bordé par les municipalités de Kovačica, Alibunar, Kovin et par celui de la municipalité de Grocka, qui, de l'autre côté du Danube, se trouve dans la ville de Belgrade.

## Climat
Le climat de Pančevo, comme celui du Banat méridional, est entrigistré par la station météorologique de Banatski Karlovac, située à 100 m d'altitude et qui enregistre des données depuis 1985 (coordonnées 45° 03′ N, 21° 02′ E).
La température maximale jamais enregistrée à la station a été de 41 °C le 4 juillet 2000 et la température la plus basse a été de −23,7 °C le 31 janvier 1987. Le record de précipitations enregistré en une journée a été de 92 mm le 10 juillet 1999. La couverture neigeuse la plus importante a été de 32 cm du 25 au 27 janvier 2000.

## Histoire

### Préhistoire et Antiquité
Pančevo est marquée par la culture de Starčevo, qui doit son nom à la localité de Starčevo, située sur le territoire de la Ville actuelle, et qui s'est développée entre 5 300 et 4500 av. J.C. ; les habitants de cette époque vivaient dans des habitations circulaires constituées de lœss et couvertes de roseaux et de paille. De cette période datent un certain nombre de céramiques retrouvées dans la région des vases et, plus tardives, des statuettes miniatures de forme cylindrique. Entre 4 500 et 3300, la région de Pančevo a vu se développer la culture de Vinča, avec des habitations plus élaborées et des localités plus densément peuplées, notamment situées sur les rives du Danube ; des céramiques et des objets de pierre et d'os, remontant à cette culture, ont été retrouvés dans la région, ainsi que des outils, des armes et des bijoux en cuivre. Entre 3300 et 2000, le secteur subit l'influence de la culture de Baden et, entre 2 000 et, à l'âge du bronze, entre 900, celle de la culture de Vatin, caractérisée par ses céramiques appelées « céramiques de Pannonie », ornées de motifs géométriques et floraux. De l'âge du fer, la ville et ses environs conservent encore un certain nombre de vestiges.
Quelques vestiges de l'époque romaine ont été mis au jour à Pančevo dans le secteur de l'actuelle brasserie Vajfertova ; ils remontent à une époque un peu postérieure au règne de l'empereur Trajan. Au Ve siècle, la région fut conquise par les Sarmates, par les Huns et par les Gépides puis, au milieu du VIe siècle, par les Avars et, vers 798, par les Slaves. Le sud du Banat fut ensuite contrôlé par les Francs, par les Bulgares et, à partir du Xe siècle par les Hongrois.

### Moyen Âge et période ottomane
Le plus ancien nom connu de Pančevo, à l'époque de la dynastie hongroise des Árpád (IXe siècle), était Panuka. En 1153, la ville est appelée Bansif par le géographe andalous Al Idrissi qui la décrit comme un centre marchand. Elle fit partie du Royaume de Hongrie jusqu'au XVIe siècle et était intégrée dans le comitat de Torontál, une subdivision du royaume.
En 1522, la ville fut conquise par les Turcs et fut intégrée dans le pachalik de Temeşvar. À partir de cette époque, elle prit l'allure d'une ville orientale. En 1660, le voyageur ottoman Evliya Çelebi, qui lui donne le nom de Panzova, la décrit comme une cité fortifiée dotée d'une mosquée et de bâtiments publics. Sous les Ottomans, Panzova était cependant principalement peuplée de Chrétiens.
Après la guerre autro-turque de 1716-1718 et à la suite du traité de Passarowitz, la ville passa sous le contrôle des Habsbourg.

### Période autrichienne

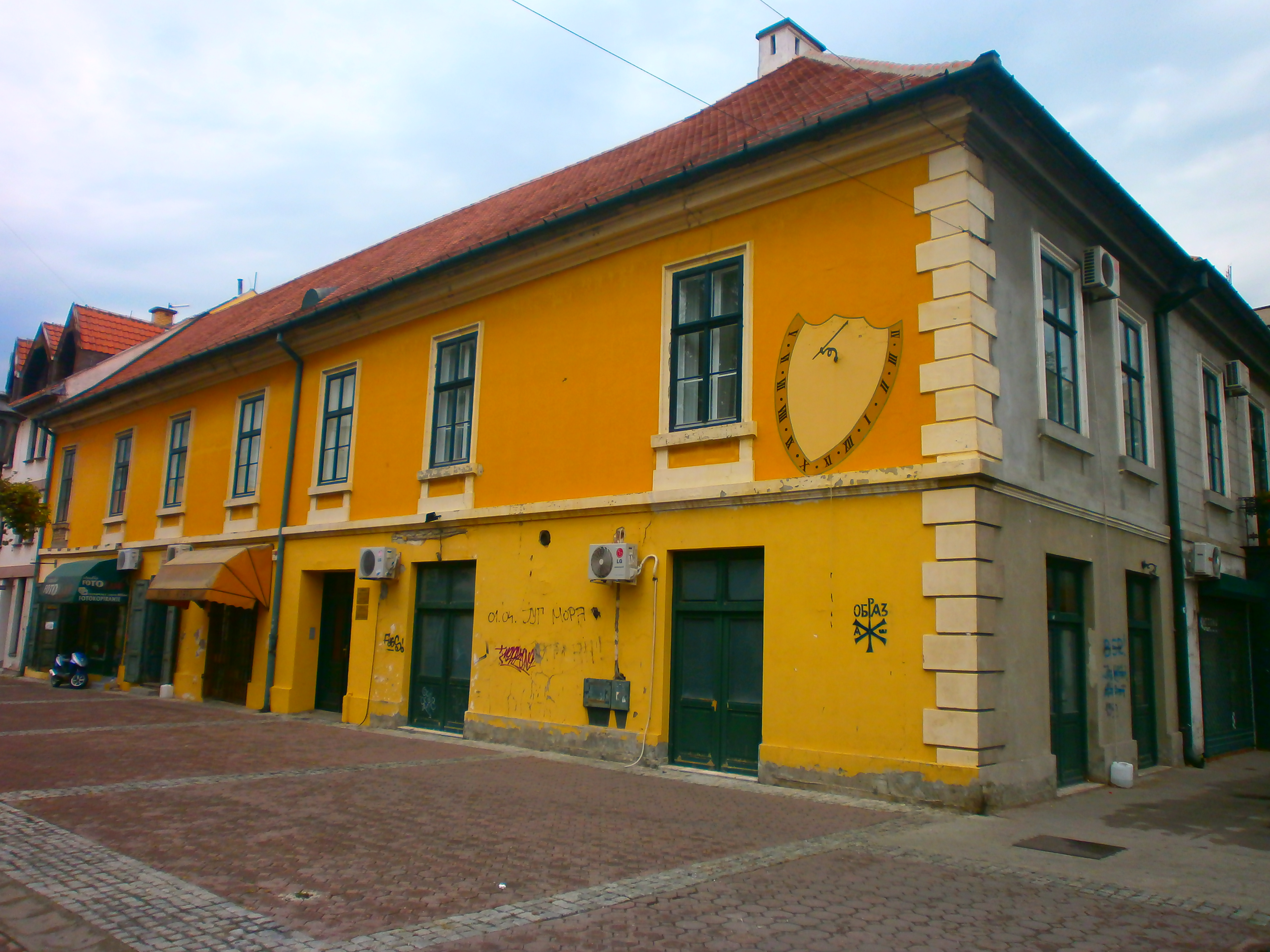
L'ancien siège de la Frontière militaire du Banat.

À partir de 1716, Pančevo devint une ville autrichienne ; elle fut alors intégrée à une province militaire appelée le Banat de Temeswar. En 1751, les parties septentrionales de la province furent placées sous contrôle civil, tandis que le sud, y compris Pančevo, était intégré à la Frontière militaire. À cette époque, la ville fut divisée en deux municipalités, l'une serbe, l'autre allemande ; elles furent réunies en 1794.

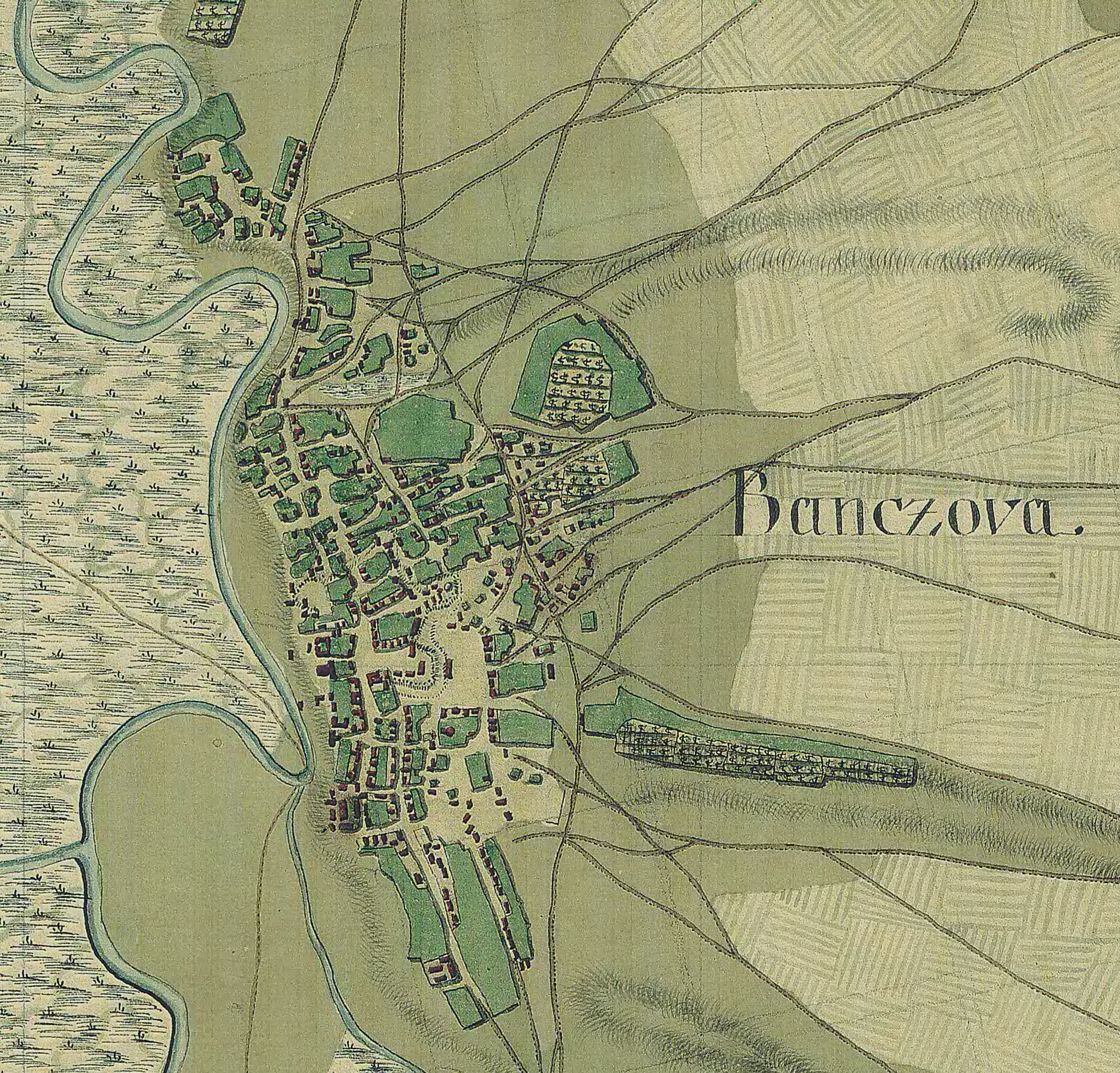
Carte de Pančevo (Banczova) en 1769-1792.
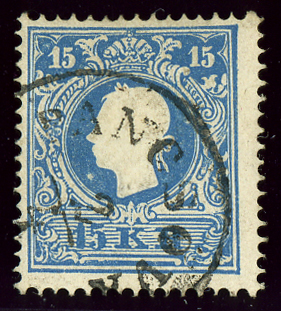
Timbre autrichien oblitéré à Pančevo (Pancsova) en 1859.

Au moment du soulèvement de 1848-1849, Pančevo fit partie de la Voïvodine de Serbie, une région autonome à l'intérieur de l'empire d'Autriche-Hongrie. Mais en 1849, la ville fut réintégrée dans la province de la Frontière militaire. Après l'abolition de la Frontière en 1873, la ville fut rattachée au comitat de Torontál, dans le royaume de Hongrie.
Selon le recensement de 1910, la ville comptait 20 808 habitants, dont 8 714 parlaient serbe, 7 467 allemand et 3 364 hongrois.

### XXesiècle
Après l'effondrement de l'Autriche-Hongrie en 1918, Pančevo fit partie du royaume des Serbes, Croates et Slovènes, qui devint le royaume de Yougoslavie en 1929. En 1921, la ville comptait 19 362 habitants, dont 9 422 Serbes, 7 237 Allemands et 887 Hongrois.
En 1941, pendant la campagne de Yougoslavie, juste avant la prise de Belgrade, Pančevo fut soumise par les Waffen-SS du 4e régiment Der Führer de la 2e panzerdivision SS Das Reich, à un massacre par fusillades et pendaisons. Une fois occupée par les puissances de l'Axe, Pančevo fut intégrée dans la province autonome du Banat serbe, administrée par les germanophones locaux, à l'intérieur de la Serbie occupée. Après sa libération en 1944, la ville fit partie de la nouvelle république fédérative socialiste de Yougoslavie et, à partir de 1945, de la province autonome de Voïvodine. Entre 1992 et 2003, Pančevo est dans la république fédérale de Yougoslavie puis, entre 2003 et 2006, en Serbie-Monténégro. Depuis 2006, elle  fait partie de la Serbie indépendante.

## Organisation administrative de la ville de Pančevo
Pančevo fait partie des 23 « villes » (au singulier : Град / Grad ; au pluriel : Градови / Gradovi) qui, en plus de Belgrade, sont officiellement définies par la loi sur l'organisation territoriale de la république de Serbie votée par l'Assemblée nationale du pays le 28 décembre 2007 ; cette entité territoriale porte le nom de ville de Pančevo (en serbe : Град Панчево et Grad Pančevo) et comprend, outre la cité de Pančevo intra muros, tout son territoire métropolitain, qui compte 10 localités périurbaines.

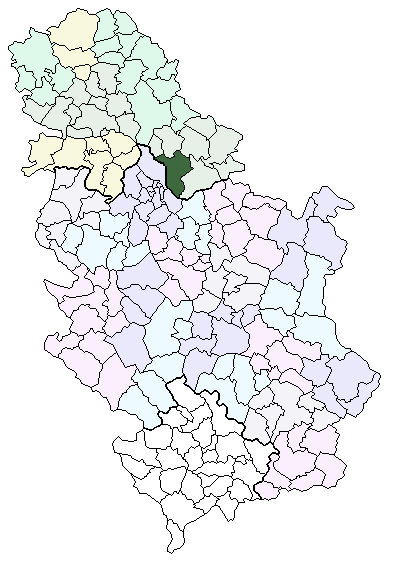
Localisation de la ville de Pančevo en Serbie.
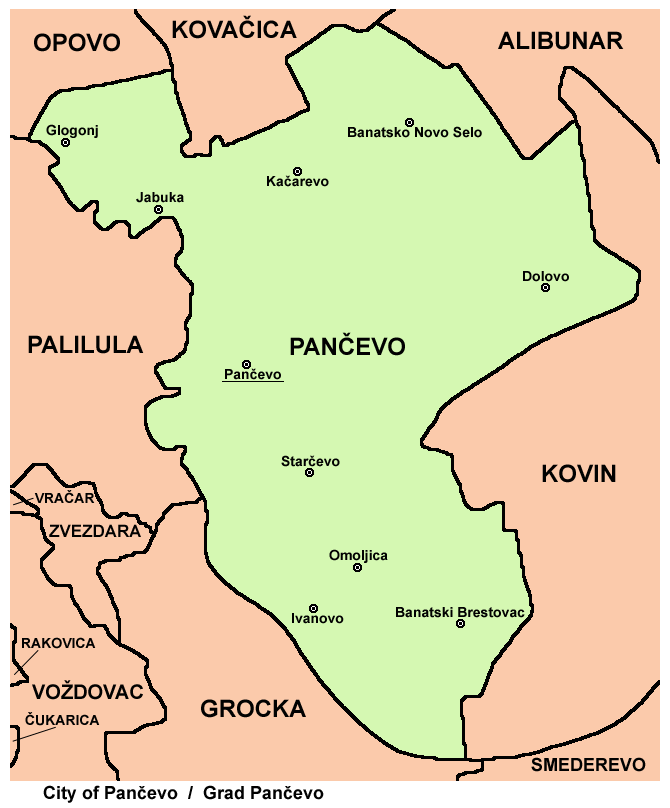
Localités de la ville de Pančevo.

### Les quartiers de Pančevo
| - Centar - Margita - Vojlovica - Topola - Strelište - Tesla - Misa Vinogradi | - Kotež (Kotež 1, Kotež 2) - Utvina Kolonija - Kudeljarski Nasip - Pepeljara - Sodara - Mladost - Mali London |

### Localités de la municipalité de Pančevo
| - Banatski Brestovac - Banatsko Novo Selo - Glogonj - Dolovo - Ivanovo | - Jabuka - Kačarevo - Omoljica - Pančevo - Starčevo |

## Démographie

### Pančevointra muros

#### Évolution historique de la population
| 1948   | 1953   | 1961   | 1971   | 1981   | 1991   | 2002   | 2011   |
| ------ | ------ | ------ | ------ | ------ | ------ | ------ | ------ |
| 30 516 | 34 748 | 46 679 | 61 588 | 71 009 | 72 793 | 77 087 | 73 992 |

### Ville de Pančevo (ex-municipalité)

#### Répartition de la population par nationalités (2002)
La plupart des localités possèdent une majorité de peuplement serbe. Ivanovo possède une majorité relative de Hongrois.

## Politique

### Élections de 2004

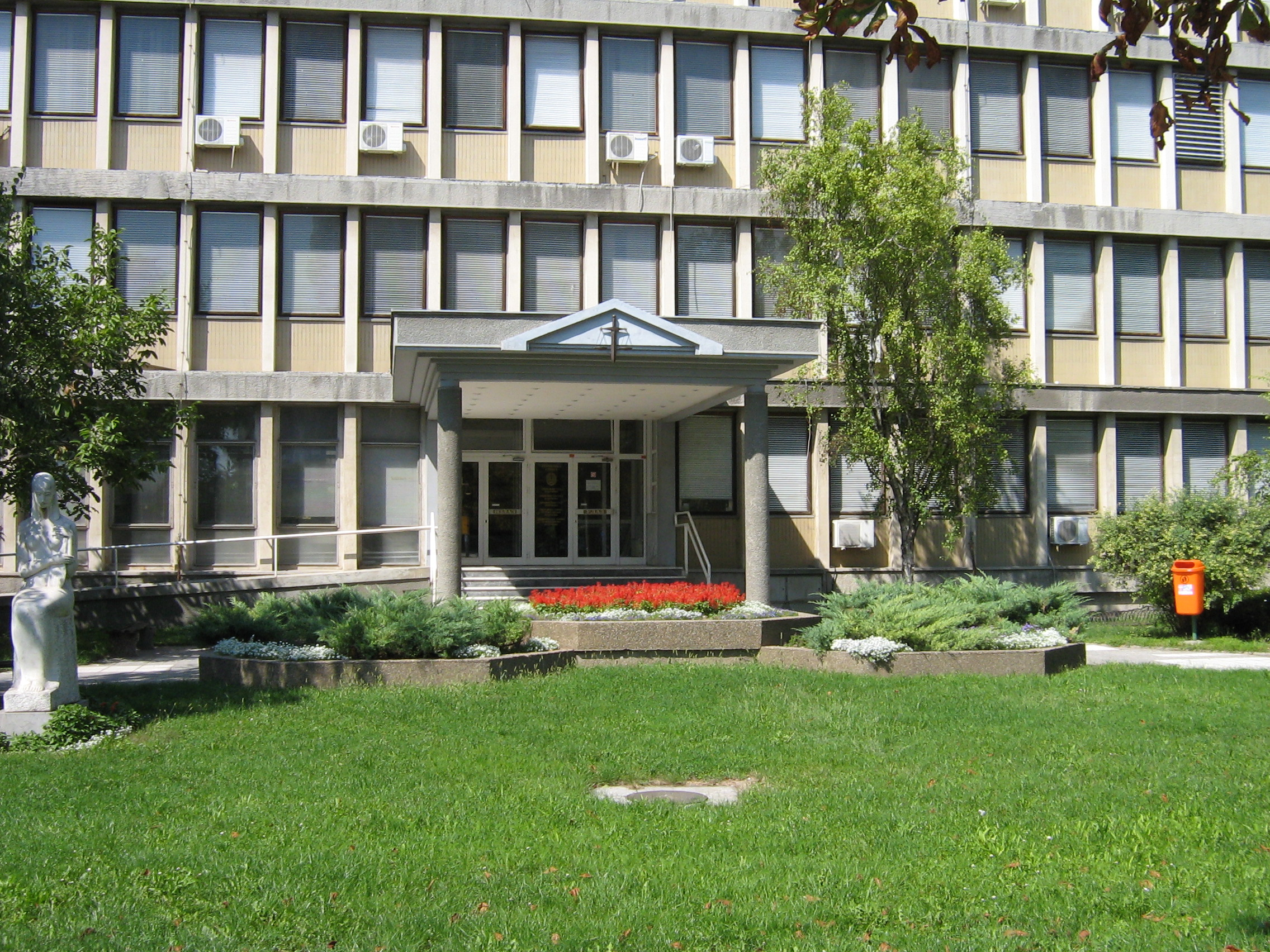
La Mairie de Pančevo.

À la suite des élections locales serbes de 2004, les 70 sièges de l'assemblée municipale de Pančevo se répartissaient de la manière suivante :
| Parti                                                    | Sièges |
| -------------------------------------------------------- | ------ |
| Parti radical serbe                                      | 16     |
| Parti démocratique                                       | 15     |
| Parti démocratique de Serbie                             | 8      |
| Mouvement Force de la Serbie                             | 6      |
| Coalition « MojePančevo », Nouvelle Serbie, etc.         | 5      |
| G17 Plus                                                 | 5      |
| Coalition « Vojvodina za sve » (« Voïvodine pour tous ») | 4      |
| Groupement de citoyens (retraités etc.)                  | 3      |
| Mouvement serbe du renouveau                             | 3      |
| Parti socialiste de Serbie                               | 3      |
| Parti municipal de Pančevo                               | 2      |

### Élections de 2008
Devenue une Ville (en serbe : Град et Grad) en 2007, Pančevo est désormais dirigée par un maire (gradonačelnik) élu pour quatre ans, qui exerce des fonctions représentatives et exécutives, ainsi que d’un gouvernement ou conseil municipal (en serbe : gradsko veće). Une assemblée municipale (skupština grada), composée de 70 membres, est élue pour quatre ans en même temps que le maire ; elle représente le pouvoir législatif de la Ville.
À la suite des élections locales serbes de 2008, les 70 sièges de l'assemblée municipale de Pančevo se répartissaient de la manière suivante, :
| Parti                             | Sièges |
| --------------------------------- | ------ |
| Parti démocratique                | 25     |
| Parti radical serbe               | 24     |
| Nouvelle Serbie                   | 6      |
| Parti démocratique de Serbie      | 6      |
| Parti libéral-démocrate           | 5      |
| Liste « Naradžansti blok - Može » | 4      |

Vesna Martinović a été élue maire de la ville ; née en 1970, elle est membre du Parti démocratique, le parti pro-européen du président Boris Tadić ; elle dirigeait la coalition Pour une Serbie européenne soutenue par le président. Božidar Baroš, membre du Parti démocratique de Serbie de l'ancien premier ministre Vojislav Koštunica, a quant à lui été élu maire adjoint de la Ville. Tigran Kiš, membre du Parti démocratique de Serbie, a été élu président de l'assemblée municipale et Branka Vasić, membre du Parti démocratique, vice-présidente de l'assemblée.

## Architecture

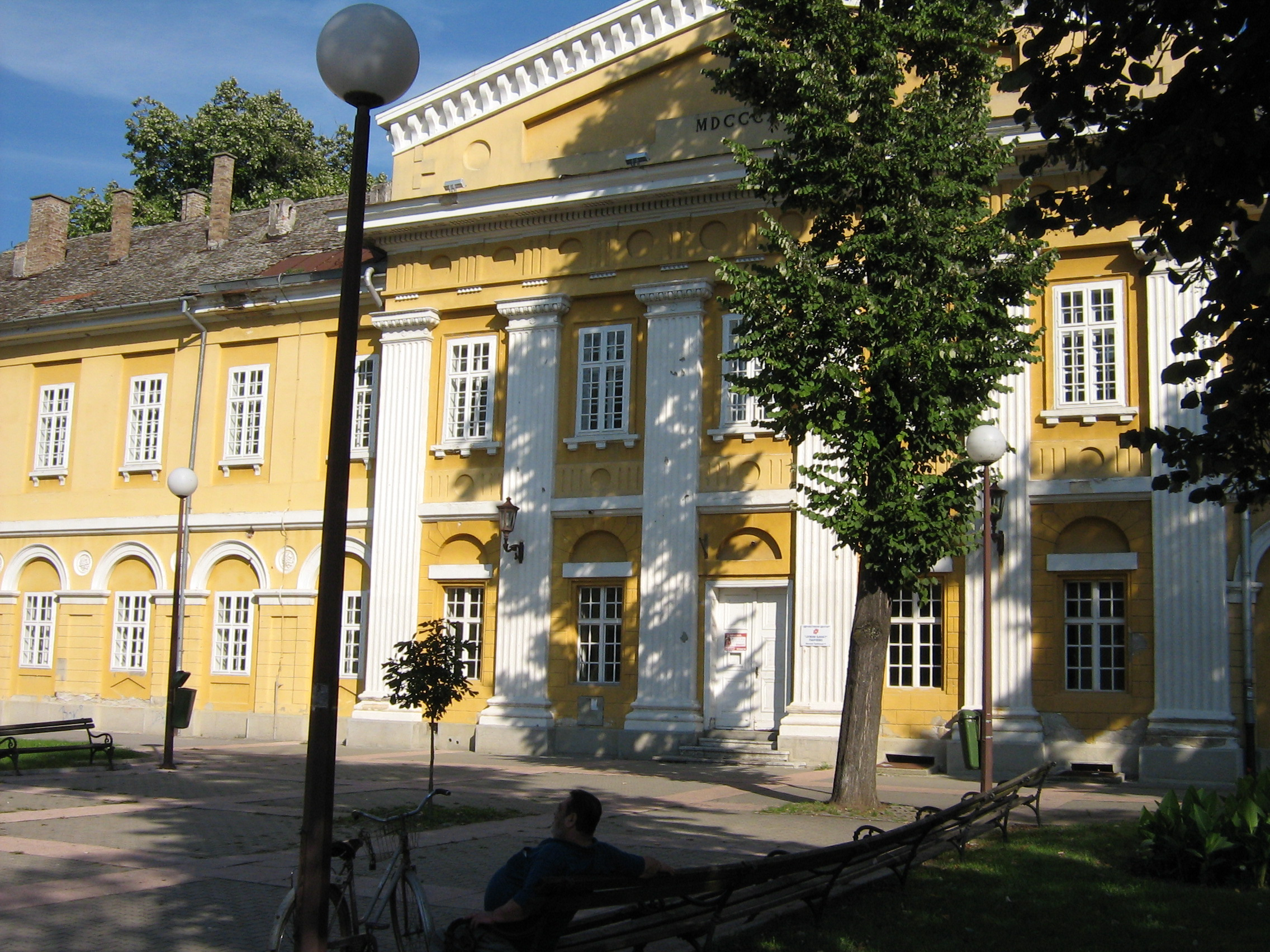
L'Hôpital de Pančevo.

Pančevo conserve un important ensemble architectural allant de la période ottomane à la période communiste, avec de très nombreux édifices datant de la période autrichienne, dans les styles néoclassiques, baroques ou Sécession. La ville abrite ainsi des bâtiments dont certains sont classés sur la liste des monuments culturels de Serbie. Le centre ancien de la ville, en tant qu'ensemble, est tout entier classé sur cette liste.

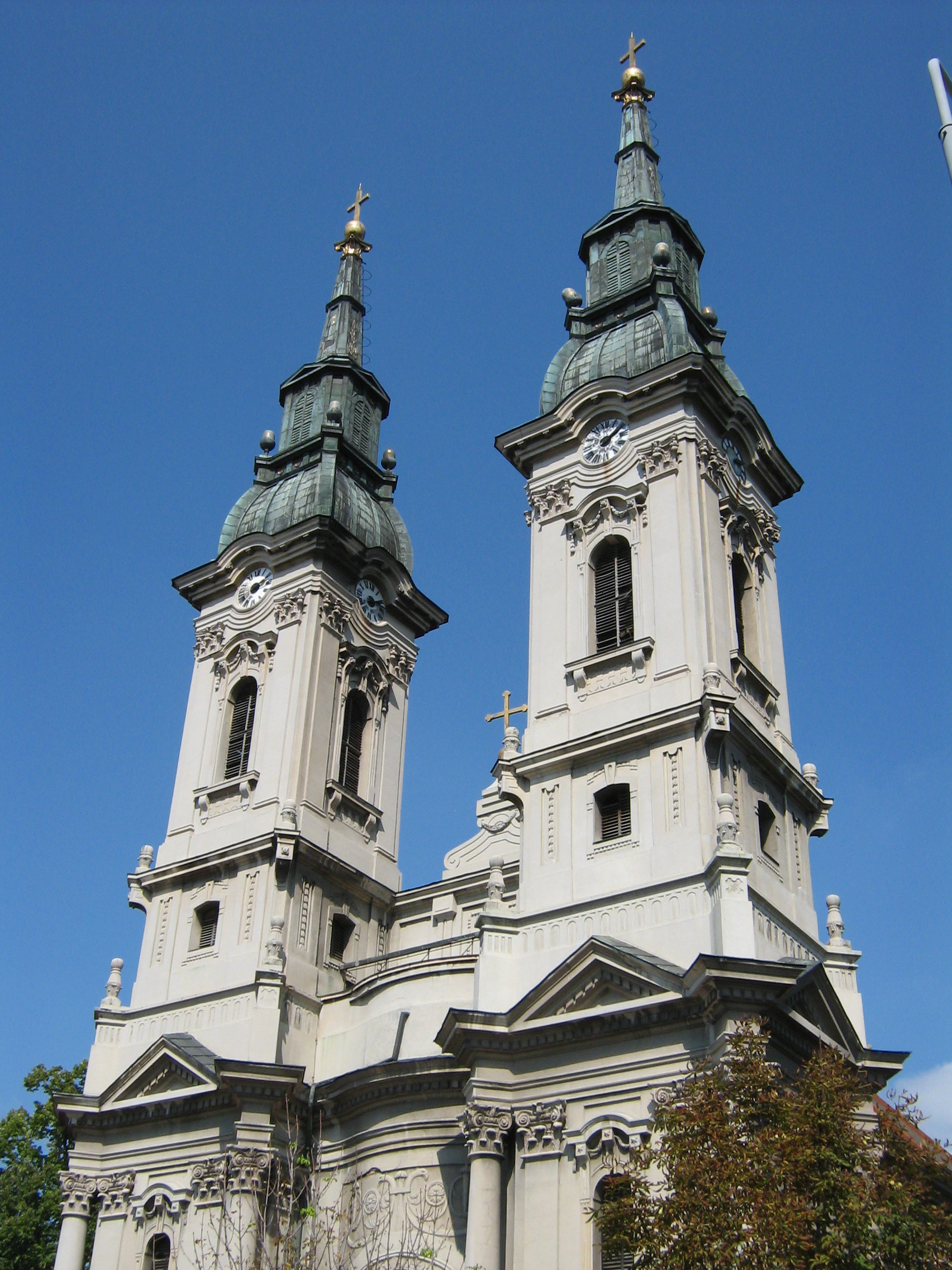
L'église de la Dormition-de-la-Mère-de-Dieu.

L'ancienne Brasserie nationale de Pančevo a été construite en 1722. Parmi les autres bâtiments classé, on peut citer une maison située au no 3 de la rue Nikola Tesla édifiée en 1792, un immeuble situé 2 rue de la JNA datant elle aussi de 1792.
Le bâtiment du Musée national de Pančevo, situé au no 1 de la place Pierre Ier date de 1833 et est caractéristique du style néoclassique. Pour la fin du XIXe siècle, on peut citer deux immeubles de la place Kidrič, l'un construit dans les années 1830 et l'autre en 1830. Un immeuble de la rue Dimitrije Tucović a été édifié en 1885. Le phare, situé à la confluence du Tamiš et du Danube, date de 1909.
L'architecture religieuse de la ville est représentée par de nombreux édifices comme l'église de la Dormition-de-la-Mère-de-Dieu, construite entre 1807 et 1810. L'église de la Transfiguration, quant à elle, a été construite en 1878.

## Culture

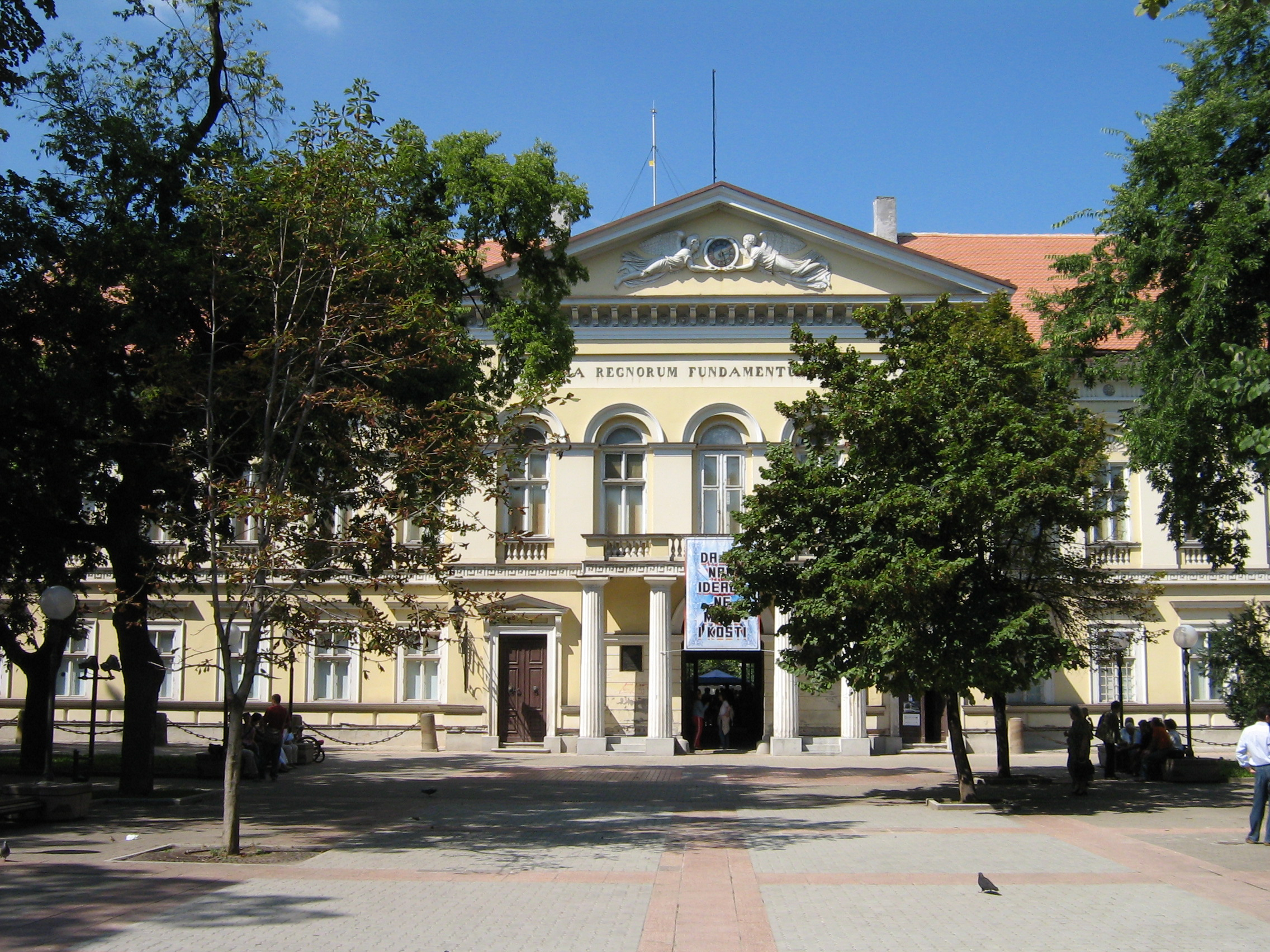
Le Musée national de Pančevo.

Le Musée national de Pančevo (en serbe : Narodni muzej Pančevo) est une des institutions culturelles les plus importantes de la ville ; y sont présentées des collections d'archéologie, d'histoire, d'ethnologie et d'histoire de l'art ; on peut y voir notamment des peintures de Paja Jovanović, dont la célèbre Migration des Serbes (Seoba Srba), ou encore une collection de peintures d'Uroš Predić. On y trouve également des céramiques datant de 7 000 ans et caractéristiques de la culture de Starčevo, ; dans le domaine de la musique, on peut citer le Festival de musique traditionnelle ETHNO.COM
Le Centre culturel de Pančevo (Kulturni centar Pančeva) est lié à l'histoire théâtrale de la ville et notamment à Joakim Vujić, le « Père du théâtre serbe », qui vécut et travailla à Pančevo à partir de 1824 ; son travail fut prolongé par Nikola Đurković qui y créa une troupe fonctionnant comme un véritable théâtre ; après 1945, par la volonté des autorités communistes, ce théâtre devint une annexe du Théâtre de Novi Sad et, en 1955, il fut transformé en « centre culturel » ; il continue cependant de servir de salle de théâtre mais on y donne aussi des concerts et on y organise toutes sortes d'autres manifestations culturelles. Rattachée au Centre culturel, une Galerie d'art contemporain (Galerija savremene umetnosti) a ouvert ses portes en 1978. Le Centre culturel organise diverses manifestations comme la Biennale des arts (Bijenale umetnosti u Pančevu), créée en 1981 et consacrée à l'art contemporain, le Salon des arts (Salon umetnosti Pančeva), la Biennale de l'expression artistique des enfants-BUDI (Bijenale umetničkog dečjeg izraza – BUDI), créée en 2006, le Festival de musique traditionnelle ETHNO.COM ou le Festival de jazz de Pančevo (Pančevački Jazz festival).
La ville accueille encore d'autres manifestations, comme le Festival ArtTech, qui se consacre aux arts numériques ; ce festival est organisé par la maison d'édition locale Mali Nemo et par le fournisseur d'accès à internet Madnet, qui opère depuis Pančevo. Le festival du court métrage amateur In treш a été créé en avril 2007 ; il est organisé par un groupe d'artistes appelé A86+ et par la Maison de la jeunesse de Pančevo (Dom omladine Pančevo) ; ce centre culturel organise également des représentations théâtrales.

## Éducation

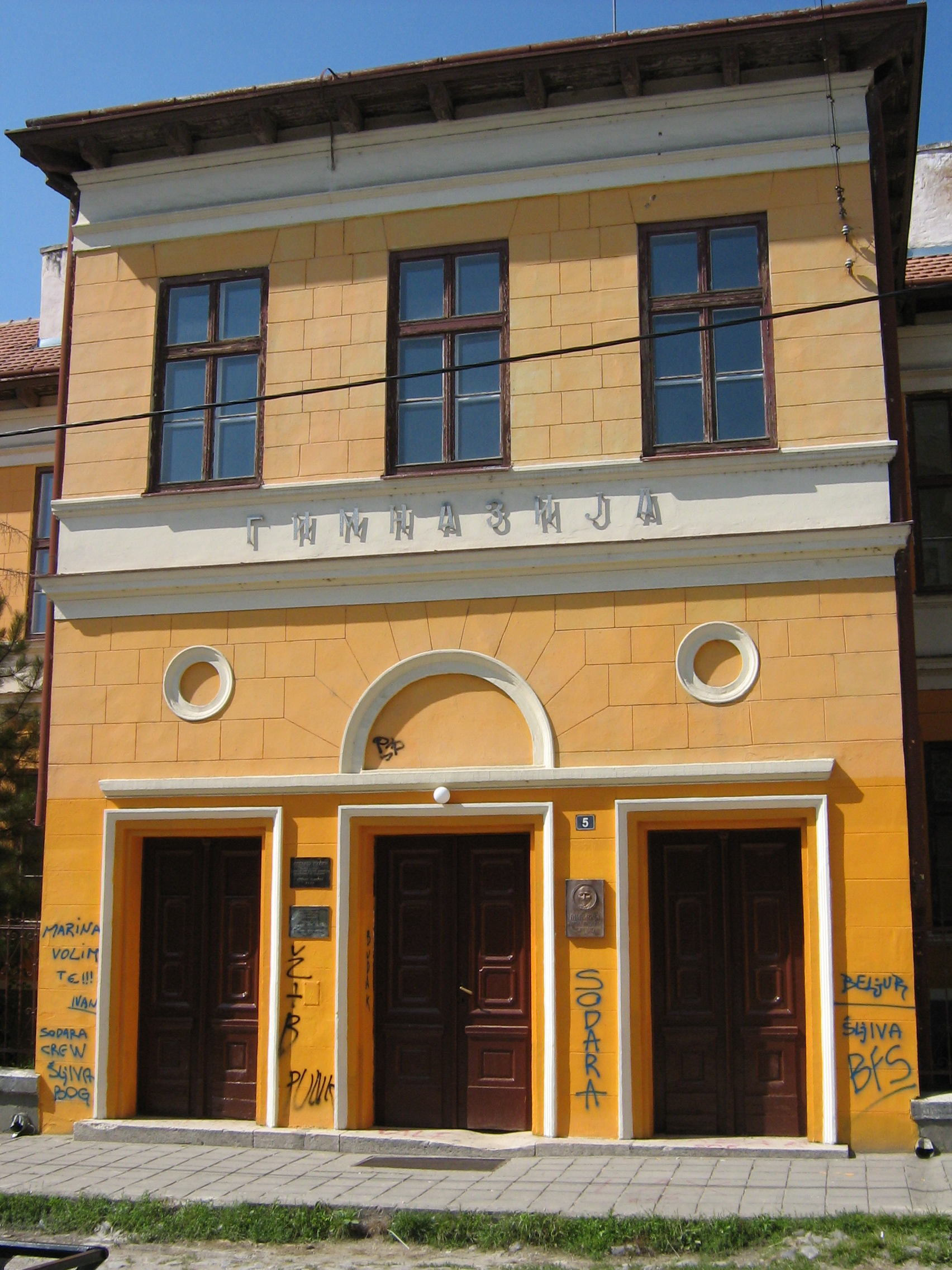
Le Lycée Uroš Predić à Pančevo.

Pančevo dispose de 10 écoles élémentaires (en serbe : osnovne škole) : l'école Borisav Petrov-Braca, l'école Branko Radičević, créée en 1937, l'école Bratstvo-jedinstvo, l'école Vasa Živković, l'école Đura Jakšić, l'école Isidora Sekulić, l'école Jovan Jovanović Zmaj, l'école Miroslav Antić Mika, l'école Sveti Sava et l'école Stevica Jovanović, qui a ouvert ses portes en 1964. Neuf autres écoles élémentaires sont réparties sur le territoire de la Ville.
L'école élémentaire de danse Dimitrije Parlić (Osnovna baletska škola Dimitrije Parlić) remonte à 1950, quand fut créée l'école secondaire de musique Jovan Bandur (Srednja muzička škola Jovan Bandur) ; en tant qu'entité scolaire indépendante, elle a officiellement été créée en mai 2001 ; on y enseigne la danse classique, la danse moderne et les danses folkloriques.
Outre l'école de musique Jovan Bandur, la ville intra muros abrite sept établissements d'études secondaires (srednje škole). Le Lycée Uroš Predić est l'établissement secondaire général de la ville. Mais on y trouve aussi d'autres établissements plus spécialisés, comme l'école d'économie et de commerce Paja Marganović (Ekonomsko-trgovinska škola Paja Marganović) qui a ouvert ses portes en 1958. L'école électrotechnique Nikola Tesla (Elektrotehnička škola Nikola Tesla) a été créée en 1946, l'école technique 23. maj (Tehnička škola 23. maj) en 1961 ; l'école de génie mécanique (Mašinska škola) remonte quant à elle à 1947. L'école de médecine Stevica Jovanović (Medicinska škola Stevica Jovanović) a ouvert ses portes en 1959 pour former les infirmières et les infirmiers de la ville et l'école d'agriculture Josif Pančić (Poljoprivredna škola Josif Pančić) a été créée en 1961.

## Économie
La municipalité de Pančevo, située dans la plaine pannonienne, est un territoire agricole. On y cultive le maïs, le blé, le tournesol, la betterave sucrière, le soja et le colza. La région est également propice à la production de fruits, notamment le raisin. La culture sous serres et l'agriculture biologique s'y sont progressivement développées. On y pratique également l'élevage des bovins (races frisonne et Holstein), des porcs (Yorkshire et Landrace suédois), des ovins (Tsigai) et de la volaille.
La ville de Pančevo proprement dite est fortement industrialisée, avec des secteurs phares comme la pétrochimie, la production d'engrais et la  construction mécanique.

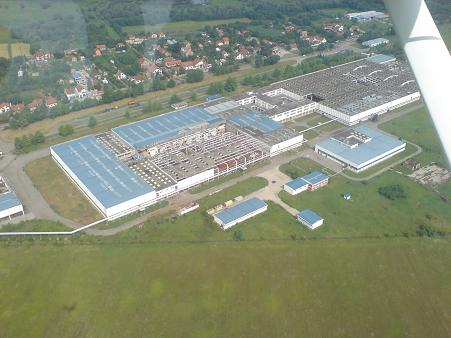
L'usine de Lola Utva.

La ville est le siège l'importante usine de construction aéronautique Lola Utva, qui a été créée en 1937à Zemun et s'est installée en 1940 à Pančevo ; elle construit des avions légers pour le sport aérien mais aussi des avions militaires. Le 15 avril 1999, elle a été bombardée par l'OTAN et gravement endommagée ; l'impact écologique et humanitaire reste aujourd'hui encore considérable (pollutions et cancers). En 2005, elle a pris le nom de A.I Utva, « Avio Industrija Utva ». En 2009, le capital de l'entreprise était encore majoritairement détenu par l'État mais un processus de restructuration était en cours,. D'abord réputée en tant qu'avioneur, Utva a diversifié ses activités entre 1955 et 1972. Aujourd'hui, Utva Milan Premasunac, privatisée en 2003, produit des machines et des outils pour l'industrie chimique et pétrochimique, pour l'industrie du caoutchouc et l'industrie du bois ; elle en assure également la maintenance et la réparation. Fluid Utva, une filiale du groupe slovène Fluid, fabrique des citernes pour le transport de produits dangereux (gaz, pétrole, produits chimiques, etc.).
La ville possède une raffinerie de pétrole, société par actions filiale de la Naftna industrija Srbije (NIS, « Industrie pétrolière de Serbie »). HIP Petrohemija est la plus grande usine pétrochimique de Serbie ; elle produit des polymères, dont du polyéthylène haute et basse densité, du styrène-butadiène et toutes sortes d'autres produits dérivés du pétrole. HIP Azotara, dont l'usine a été mise en service en 1962, produit des engrais minéraux, de l'acide nitrique, du nitrate d'ammonium, de ammoniac ou de l'urée de synthèse.
Parmi les autres entreprises de la ville, on peut citer Messer Tehnogas Pančevo, une filiale de Messer Tehnogas Smederevo, qui fabrique des systèmes de refroidissement. Tehnomarket fabrique des profilés en aluminium et des structures composites en aluminium pour la construction (portes, fenêtres, panneaux etc.). Vojvodinaput est une entreprise qui construit des routes, des ponts et d'autres structures de transport public. Luka Dunav (en français : « Port Danube ») est une entreprise de services, spécialisée dans le transport et le stockage de marchandises ; située au bord du Danube, la société établit notamment une jonction entre les transports routiers, ferroviaires et fluviaux.
Le groupe Passage est une entreprise travaillant dans le domaine de l'industrie textile ; elle fabrique des vêtements créés par une équipe de stylistes et distribués dans toute la Serbie, en Bosnie-Herzégovine et au Monténégro.

## Tourisme
Sur le territoire du village de Starčevo, à 8 km au sud de Pančevo sur la rive gauche du Danube, se trouve un site archéologique, qui, par son importance, a donné son nom à la culture de Starčevo, une ancienne civilisation danubienne remontant à 6 000 avant Jésus-Christ ; ce site figure sur la liste des sites archéologiques d'importance exceptionnelle de la république de Serbie. La culture de Starčevo disparut aux alentours de -4 200 av. J.-C., avec l'invasion des Pélasges.
Le Monastère de Vojlovica, aujourd'hui situé dans un quartier de Pančevo, a été construit au tout début du XVe siècle ; il est également classé.

## Médias
Le journal Pančevac, le quotidien de la ville, a paru pour la première fois le 14 avril 1869, créé par Jovan Pavlović, un professeur de 26 ans qui enseignait à l'école de commerce de la ville. Sa demande d'autorisation de publication était appuyée par des personnages célèbres, parmi lesquels on peut citer les poètes Vasa Živković et Jovan Jovanović Zmaj.
La station Radio Pančevo émet sur 92,1 FM MHz et est aujourd'hui associée à une chaîne de télévision ; la radio a commencé à émettre en 1980 et la télévision en 1992.

## Transports

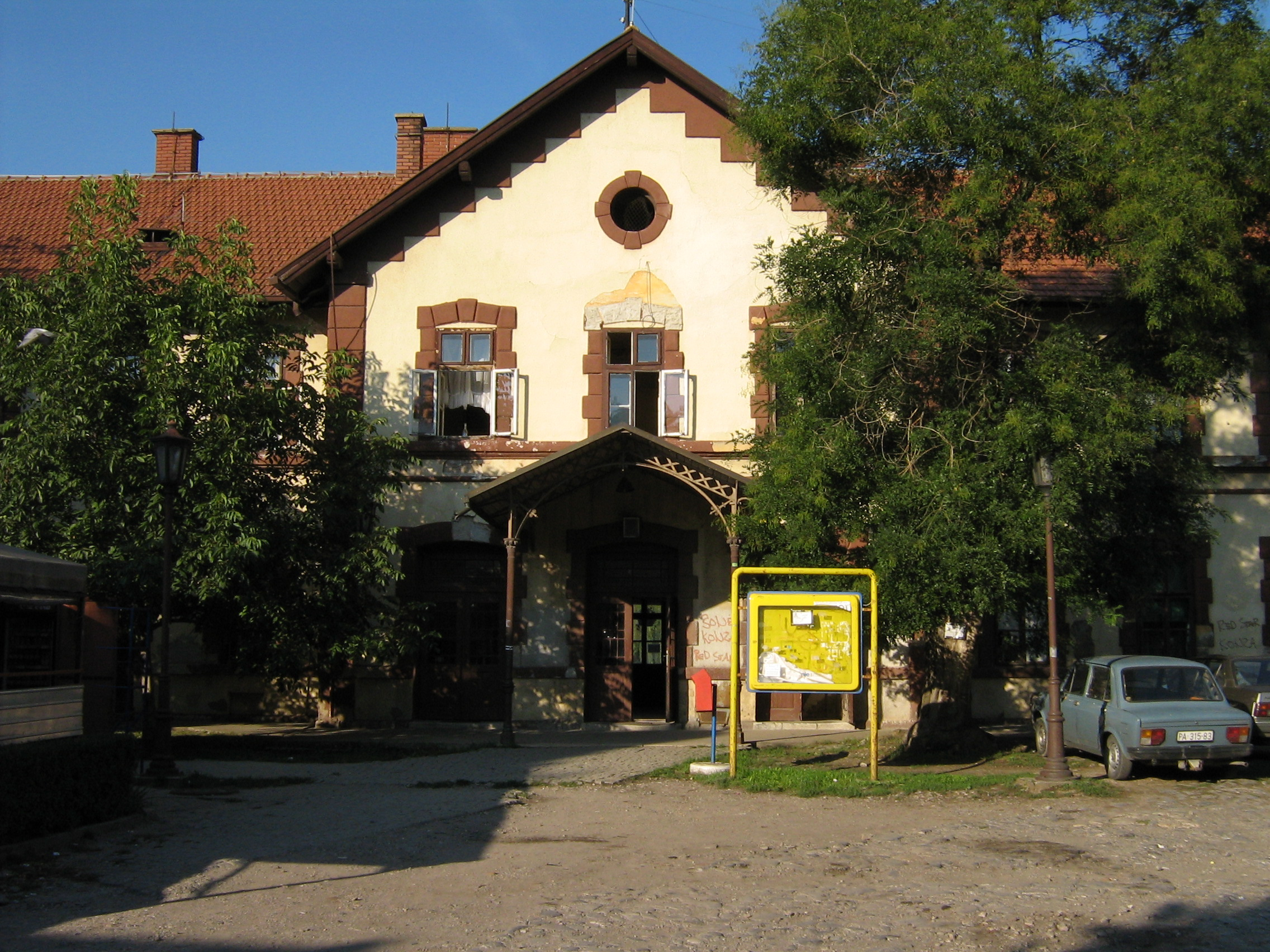
La gare ferroviaire de Pančevo.

Pančevo dispose d'un aérodrome (en serbe cyrillique : Аеродром Панчево ; en serbe latin : Aerodrom Pančevo), code IATA : QBG et code OACI : LYPA, situé au nord-ouest de la ville, sur la rive gauche de la rivière Tamiš ; il sert essentiellement pour l'aviation de loisirs et pour l'essai des appareils fabriqués par la société Lola Utva. Pour le transport aérien des voyageurs, l'aéroport international Nikola Tesla de Belgrade est situé à une trentaine de kilomètres de la ville.

## Personnalités
Pančevo est associée à de nombreuses personnalités, qu'elles y soient nées ou qu'elles y aient vécu.

### Personnalités nées ou mortes à Pančevo

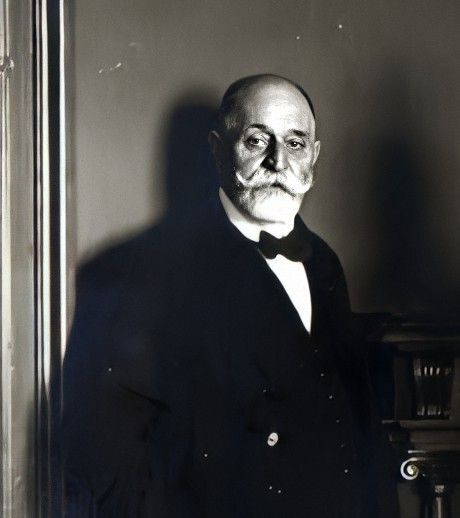
Georg Weifert.

Parmi les personnalités nées à Pančevo, on peut citer le prêtre et poète Vasa Živković (1819-1891), l'écrivain, traducteur et journaliste Milan Ćurčin (1880-1960). Heinrich Knirr (1862–1944) était un artiste allemand connu pour avoir compté parmi ses élèves le peintre Paul Klee et pour avoir été le portraitiste officiel d'Adolf Hitler ; dans le domaine de la peinture, on peut également évoquer Stojan Trumić (1912-1983), mort à Pančevo, ou la femme peintre Olja Ivanjicki (1931–2009), également connue pour ses sculptures, son œuvre de styliste et ses poésies, parfois surnommée « la fille de Léonard de Vinci ».

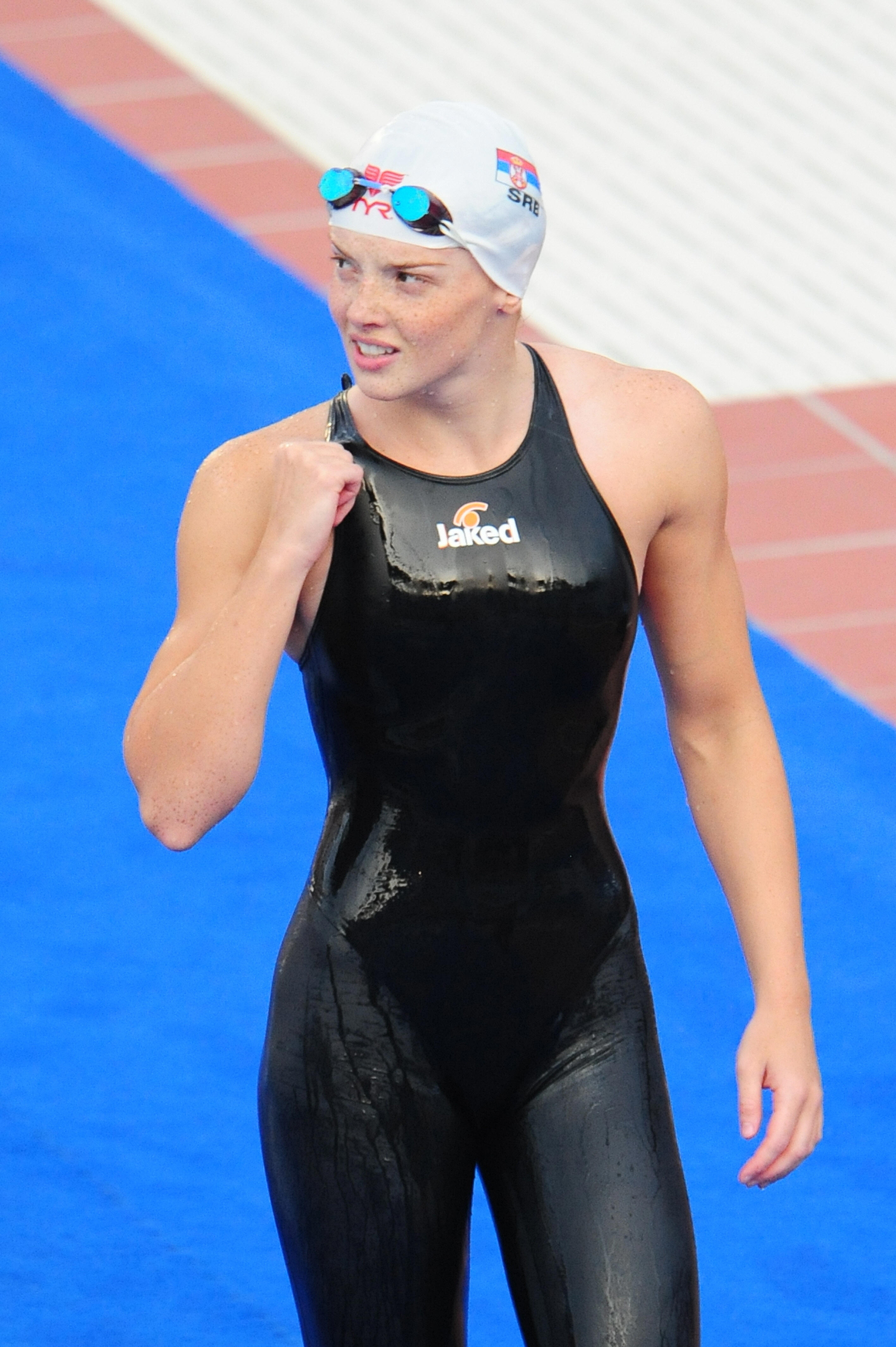
Nađa Higl.

Georg Weifert (1850–1937), un industriel serbe d'origine allemande, fut gouverneur de la Banque nationale de Serbie entre 1890 et 1902 et qui est considéré comme le créateur de l'industrie minière moderne en Serbie ; son portrait figure sur le billet de 1 000 dinars serbes. Le paléontologue hongrois, notamment spécialisé dans la paléontologie des oiseaux, est né à Pančevo. La nageuse serbe Nađa Higl (née en 1987), originaire de la ville, a remporté la médaille d'or du 200 m brasse lors des championnats du monde de natation 2009.

### Personnalités ayant résidé à Pančevo
- Jovan Jovanović Zmaj
- Mihajlo Pupin
- Uroš Predić
- Jovan Bandur
- Isidora Sekulić
- Miloš Crnjanski
- Božidar Jovović
- Slobodanka Šobota
- Tomislav Suhecki
- Pal Dečov
- Milenko Prvački
- Miroslav Antić
- Vasko Popa
- Milorad Pavić
- Nikola Rackov
- Dobrivoje Putnik
- Miroslav Žužić
- Ašhen Ataljanc

## Coopération internationale
La ville de Pančevo est jumelée avec :
- Michalovce (Slovaquie) depuis le 19 aout 2011
- Stoupino (Russie) depuis le 23 avril 2012
- Bonyhád (Hongrie) depuis 2010
- Province de Ravenne (Italie)
- Voskressensk (Russie)
- Koumanovo (Macédoine du Nord)
- Zaanstad (Pays-Bas)
- Boulogne-Billancourt (France)
- Mrkonjić Grad (Bosnie-Herzégovine)
- Reșița (Roumanie)
- Prijedor (Bosnie-Herzégovine)
- Neapoli (Grèce)
- Stavroúpoli (Grèce)
- Tarragone (Espagne)
- Byala Slatina (Bulgarie)